# Cité du train
O Cité du train, em Mulhouse, é o maior museu ferroviário da Europa.
É o sucessor do musée français du chemin de fer (museu nacional das ferrovias francesas), entidade responsável pela preservação do principal equipamento ferroviário histórico da SNCF.
O museu foi inaugurado em 1971. 